# ثمر (حبيش)

تعديل مصدري - تعديل

ثمر محلة تابعة لقرية عدن مسقل، التابعة لعزلة نقيل العقاب بمديرية حبيش إحدى مديريات محافظة إب في الجمهورية اليمنية، بلغ تعداد سكانها 162 حسب تعداد اليمن لعام 2004.